# Ken-Levi Eikeland
Ken-Levi Eikeland, né le 9 octobre 1994 à Larvik, est un coureur cycliste norvégien.

## Palmarès et résultats

### Palmarès par année
- 2016
  - 1re étape de la Carpathian Couriers Race
- 2018
  - Ronde van Berg
  - 3e du championnat de Norvège du contre-la-montre par équipes
- 2019
  -  Champion de Norvège de course aux points
  - 2e du championnat de Norvège de poursuite
  - 2e du championnat de Norvège de l'omnium
  - 3e du championnat de Norvège de scratch
  - 3e du championnat de Norvège de vitesse

### Classements mondiaux
| Année           | 2016   | 2017 | 2018 | 2019   |
| --------------- | ------ | ---- | ---- | ------ |
| UCI Europe Tour | 1 552e | 875e |      | 1 610e |